# Mano (tessitura)
Mano in ambito tessile è il termine tecnico con cui si indicano sofficità, morbidezza e voluminosità valutate come la sensazione al tatto di un tessuto, una maglina o un filato.
Nei tessuti aiuta a descrivere le caratteristiche peculiari date dalla combinazione di due fattori: le particolarità del filato (materiale impiegato e lavorazione) e l'effetto dell'armatura (struttura creata dall'intreccio dei fili). Un terzo fattore che determina la mano è il finissaggio (trattamento supplementare di finitura), che, una volta effettuato, può modificare le caratteristiche della struttura e della superficie di un tessuto.
Definisce le caratteristiche, a volte difficili da catalogare, di morbidezza, calore, rigidità, compattezza, pelosità, scorrevolezza, che la mano sente toccando.

## Definizioni
La mano può essere: soffice, increspata, voluminosa, dolce, liscia, pesante, pastosa, granulosa, molle, secca, dura, fine, serica, gonfia, scattante, ruvida, ondulata, rustica, levigata, sostenuta, nervosa, vetrosa, rotonda, grezza, calda, plasticosa (o plastica).